# Calamagrostis baicalensis
Calamagrostis baicalensis là một loài thực vật có hoa trong họ Hòa thảo. Loài này được (Litw.) Steph. ex Komarov mô tả khoa học đầu tiên năm 1934.